# Bolognese (razza canina)
Il bolognese è una delle 16 razze canine di origini italiane riconosciute dall'ENCI.
Fa parte della famiglia dei "bichon" (in francese "bichon" indicava in generale i cani di piccola taglia a pelo lungo) che comprende il Coton de Tuléar, il bichon frisé, l'havanese, il löwchen e il bolonka (razza simile al bichon frisé e non ancora riconosciuta dalla FCI) e, tra le razze italiane, il maltese.

## Storia

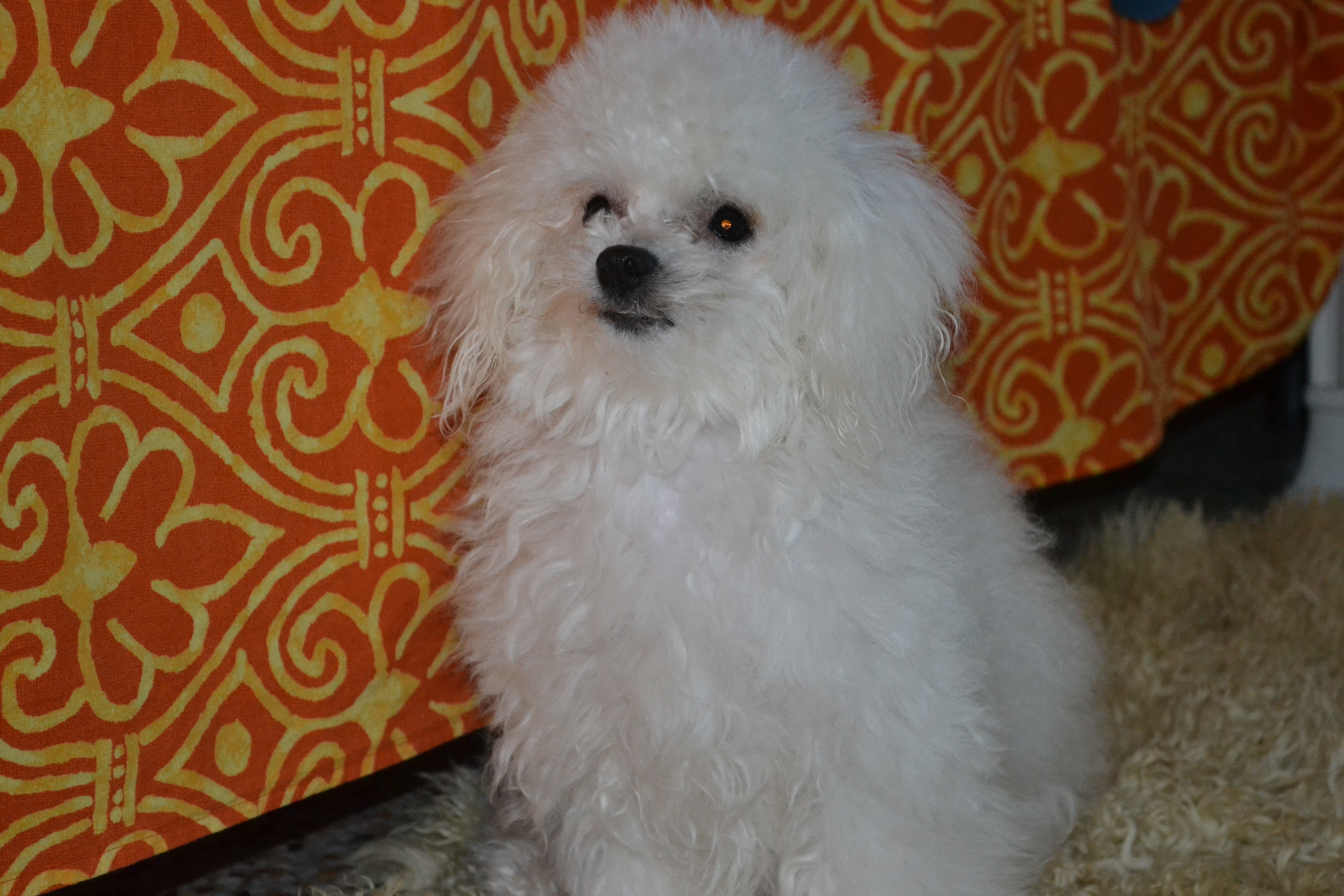
Bolognese femmina di sette mesi

A causa delle fonti rare e contraddittorie la popolarità di questa razza dall'XI secolo in poi non è chiara. La sua presenza è attestata a Bologna nel 1200 e in seguito fu adottata dalle corti italiane ed europee, che ne decretarono il successo.
Era una razza molto amata dalla nobiltà: la famiglia Gonzaga, la marchesa di Pompadour (la favorita di re Luigi XV) e Caterina di Russia ne possedevano degli esemplari. Cosimo III de' Medici donò 8 di questi cani ai potenti di Bruxelles, Umberto di Savoia ne fece dono alla futura regina Maria Josè e il duca d'Este a Filippo II, che dichiarò "il bolognese è quanto di più regale potesse offrirsi in dono a un imperatore". Verso la fine del Seicento alcuni esemplari vennero portati alla corte del Re Sole e, nel 1700, giunsero in Russia dove furono, e sono ancora oggi, allevati con grande devozione.
Nel campo dell'arte, si conoscono varie rappresentazioni pittoriche del Rinascimento accanto a nobildonne e dame di Bologna e Ferrara, tra cui un'opera di Pieter Brueguel esposta al Museo nazionale di Napoli e in quadri di Tiziano, Goya, Watteau, Dürer e Abraham Bosse. Il poeta burlesco, antiaccademico e antipreziosista francese Paul Scarron scrisse un romanzo dedicato al bolognese della sorella.
Dopo la seconda guerra mondiale questo piccolo cane rischiò di scomparire in quanto, come simbolo della monarchia, veniva considerato con diffidenza; solo a metà del Novecento la razza è stata recuperata dagli allevatori italiani, soprattutto grazie all'allevamento di F.C. Casabella nel 1950 e a quello di M. Persichi nel 1970.

## Descrizione
È un cane di piccola taglia di colore bianco candido, leggermente ricciuto.
Si distingue dal Bichon Frisé perché il lungo pelo si solleva dal corpo terminando nelle punte a "fiammella" le quali, similmente alla lana, dopo il lavaggio possono tendere all'infeltrimento. Ha gli occhi molto scuri e penetranti. 
le zampe sono particolarmente delicate perché sono soggette a lussazioni. A dispetto della piccola taglia, è molto vigoroso e, a parte periodici controlli dal veterinario, non necessita di particolari cure per avere una salute di ferro.

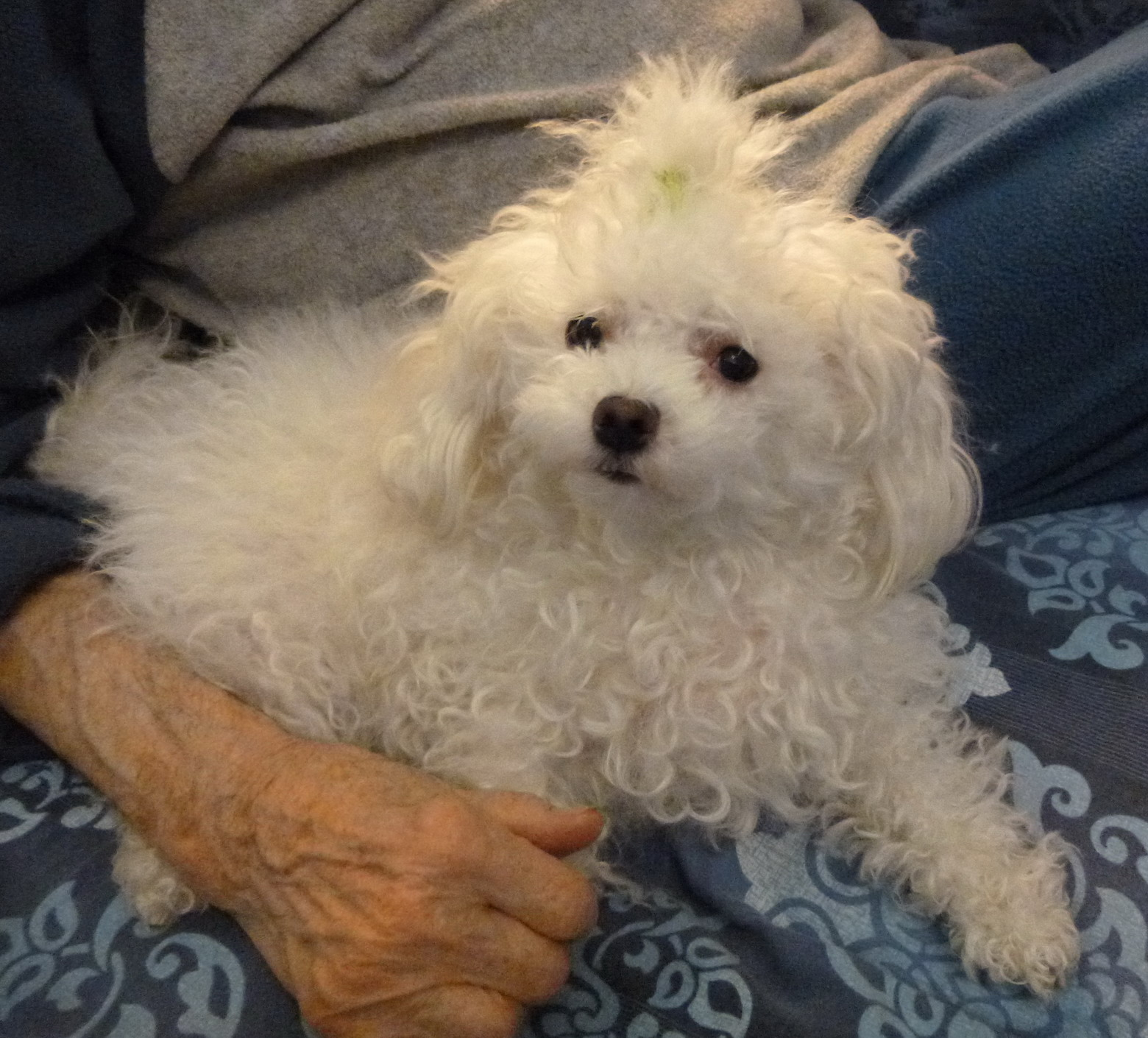
Bolognese femmina di cinque anni.

## Carattere
È un cagnolino docile, molto intelligente, affettuoso, allegro e vivace. La sua natura giocherellona e paziente lo rende adatto alle famiglie con bambini (ai quali va comunque insegnato a rispettare il cane e i suoi spazi), ma è anche un ottimo compagno per le persone anziane, essendo fisicamente meno impegnativo di altre razze, sebbene non sia affatto un cane "da poltrona" o "da borsetta". Al contrario, è consigliabile educarlo a camminare al guinzaglio e abituarlo alla presenza di cani e persone, in modo da abituarlo alle situazioni più disparate, soprattutto se abita in città.
Molto recettivo e desideroso di compiacere è brillante nell'apprendimento, in grado di imparare con facilità (più o meno) comandi e giochi, ma proprio per lo stesso motivo è in grado di capire in fretta i "punti deboli" del proprietario, quindi va immediatamente 'inquadrato' in famiglia ed educato e socializzato con cura, in modo che non cresca viziato o nevrotico.  Da curare attentamente l'alimentazione, in quanto può diventare schizzinoso se il proprietario sostituisce il cibo ogni volta che sembra perdere interesse.
Essendo un cane piuttosto freddoloso è meglio tenerlo in casa che all'aperto, soprattutto perché ha bisogno di vivere a contatto con la sua famiglia umana, a cui sarà sempre molto attaccato, pur essendo un cane molto dosato, che non soffoca il padrone con continue richieste di affetto.
Grazie ad un udito particolarmente sviluppato è ottimo per la guardia in casa e, pur abbaiando di rado, si fa sentire se incontra estranei nel suo territorio (peraltro non tanto amati essendo molto diffidente).

## Sviluppo
Esistono ben pochi allevamenti di bolognesi al di fuori dell'Italia e questo crea dei problemi per lo sviluppo ed il mantenimento della razza, dato anche che le poche migliaia di esemplari esistenti sono spesso consanguinee.

## Galleria d'immagini

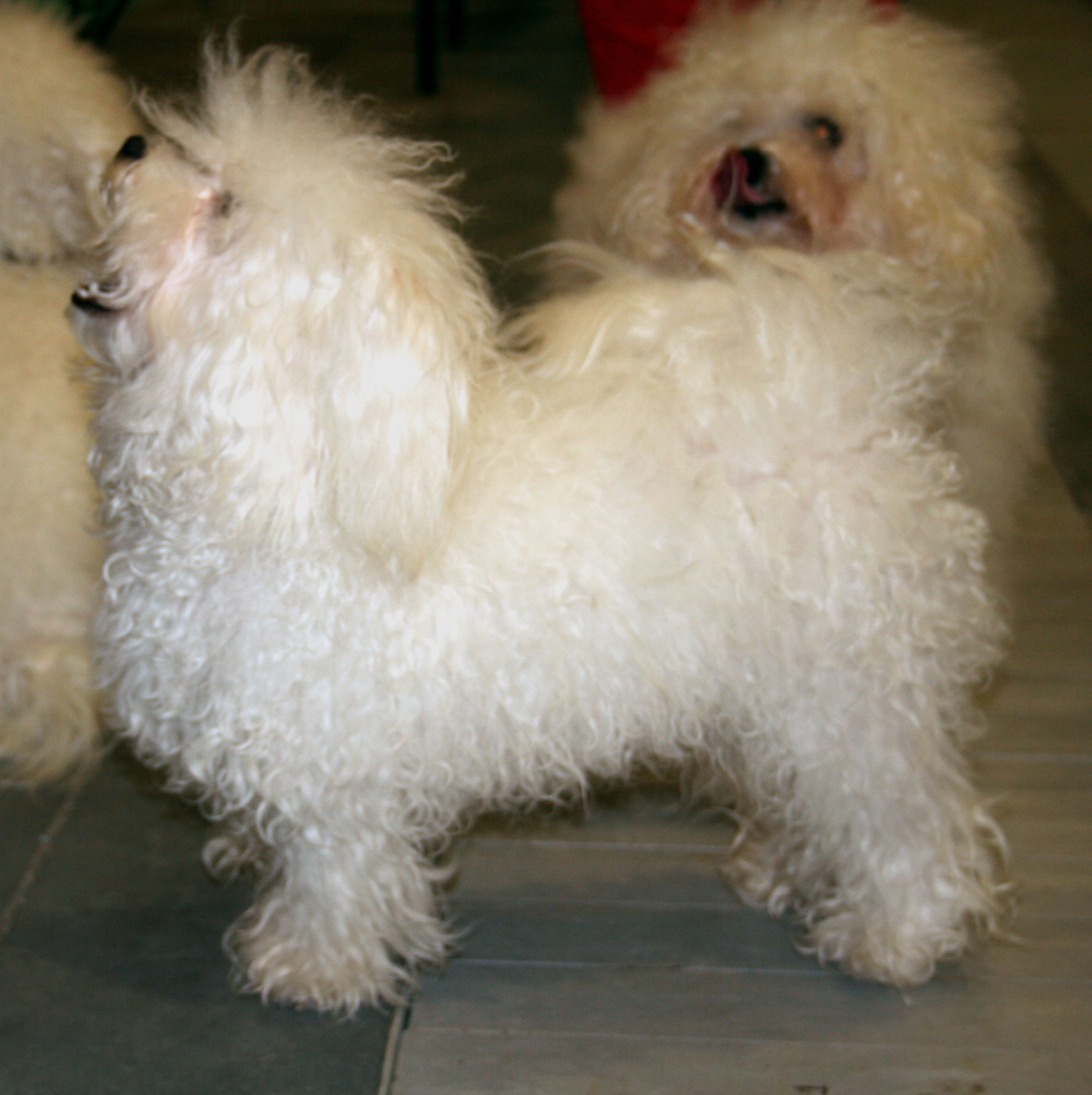
Cane bolognese.
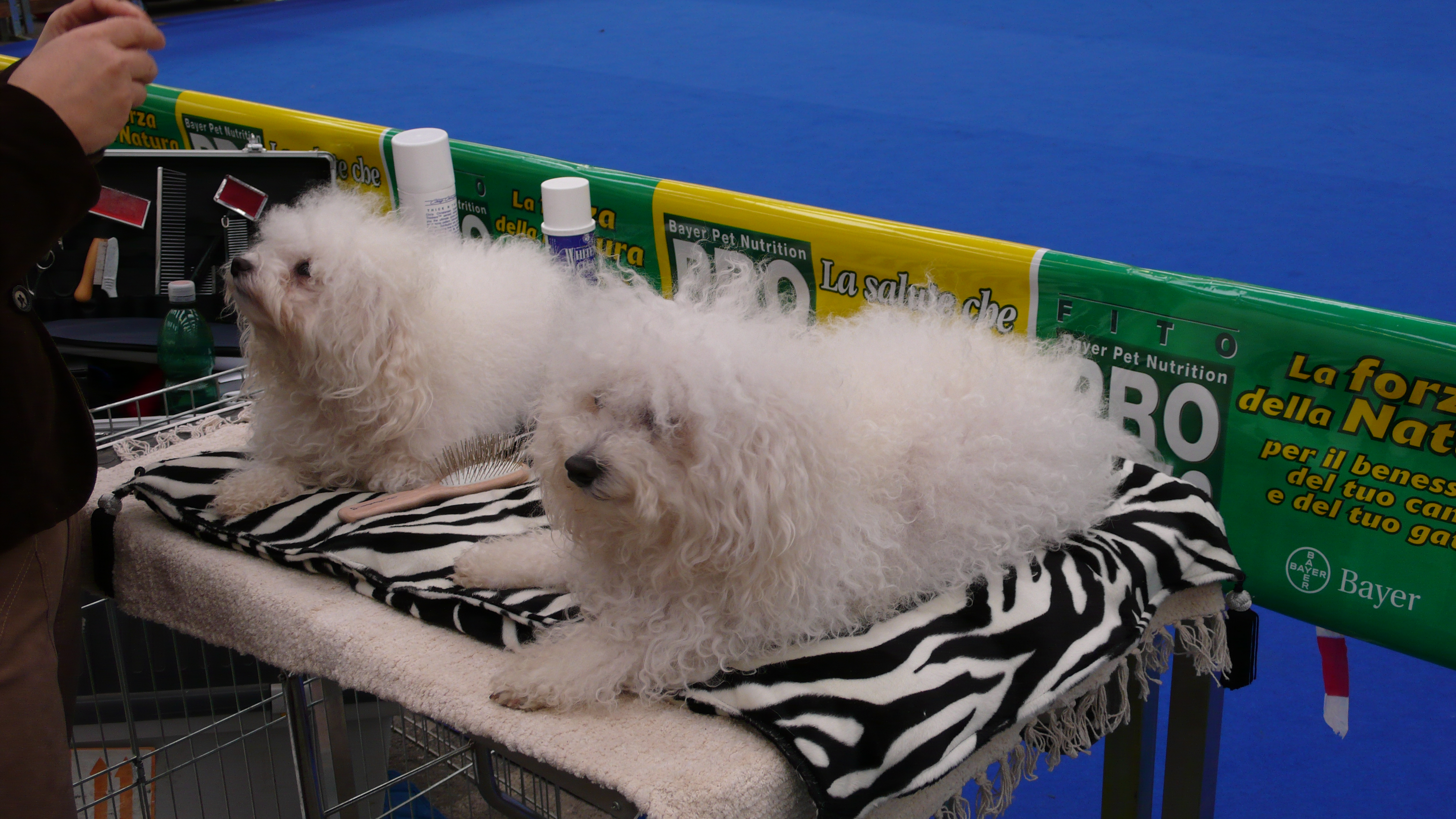
Coppia di bolognesi femmina e maschio di 4 anni.
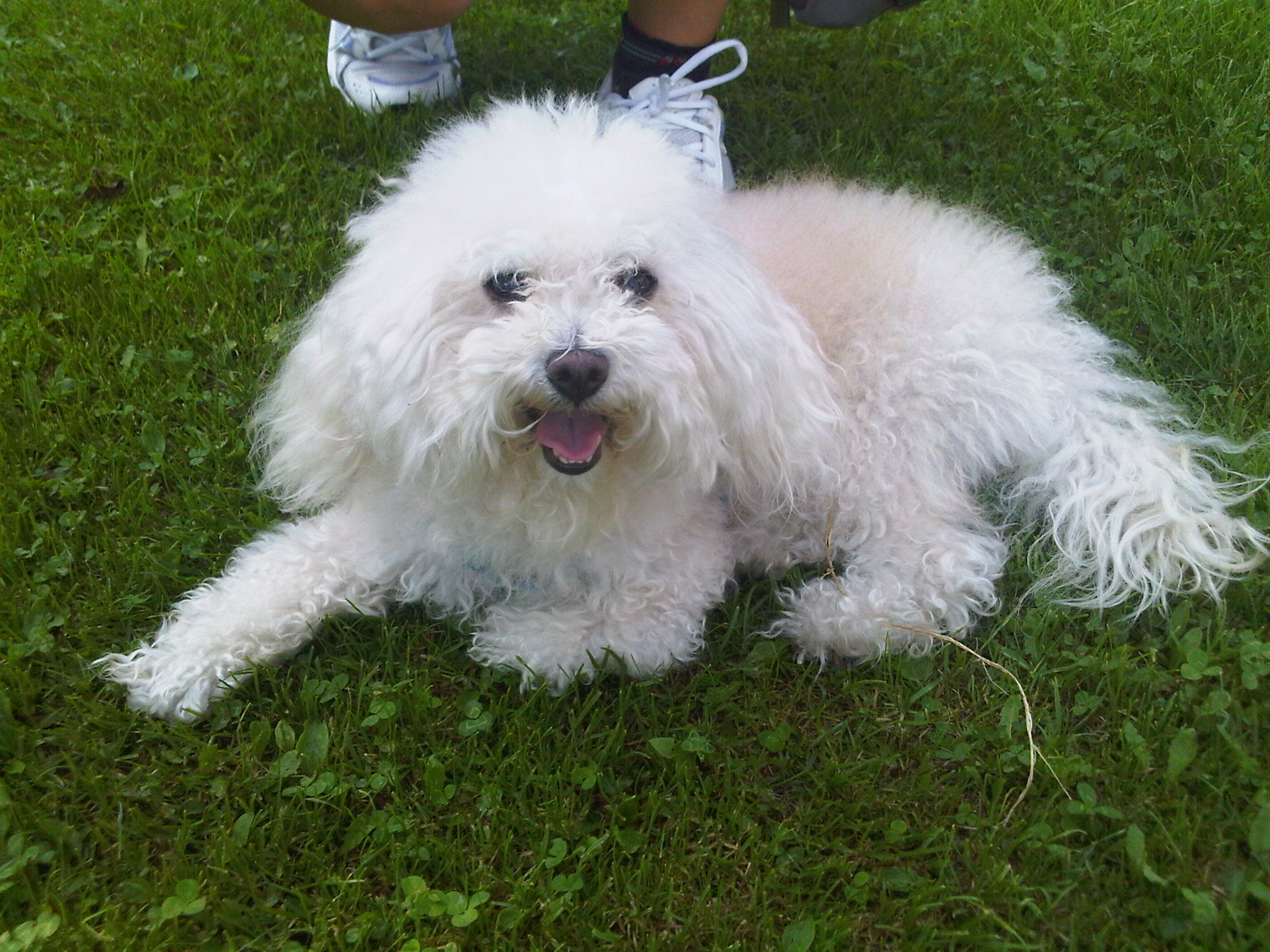
Esemplare femmina di 4 anni.
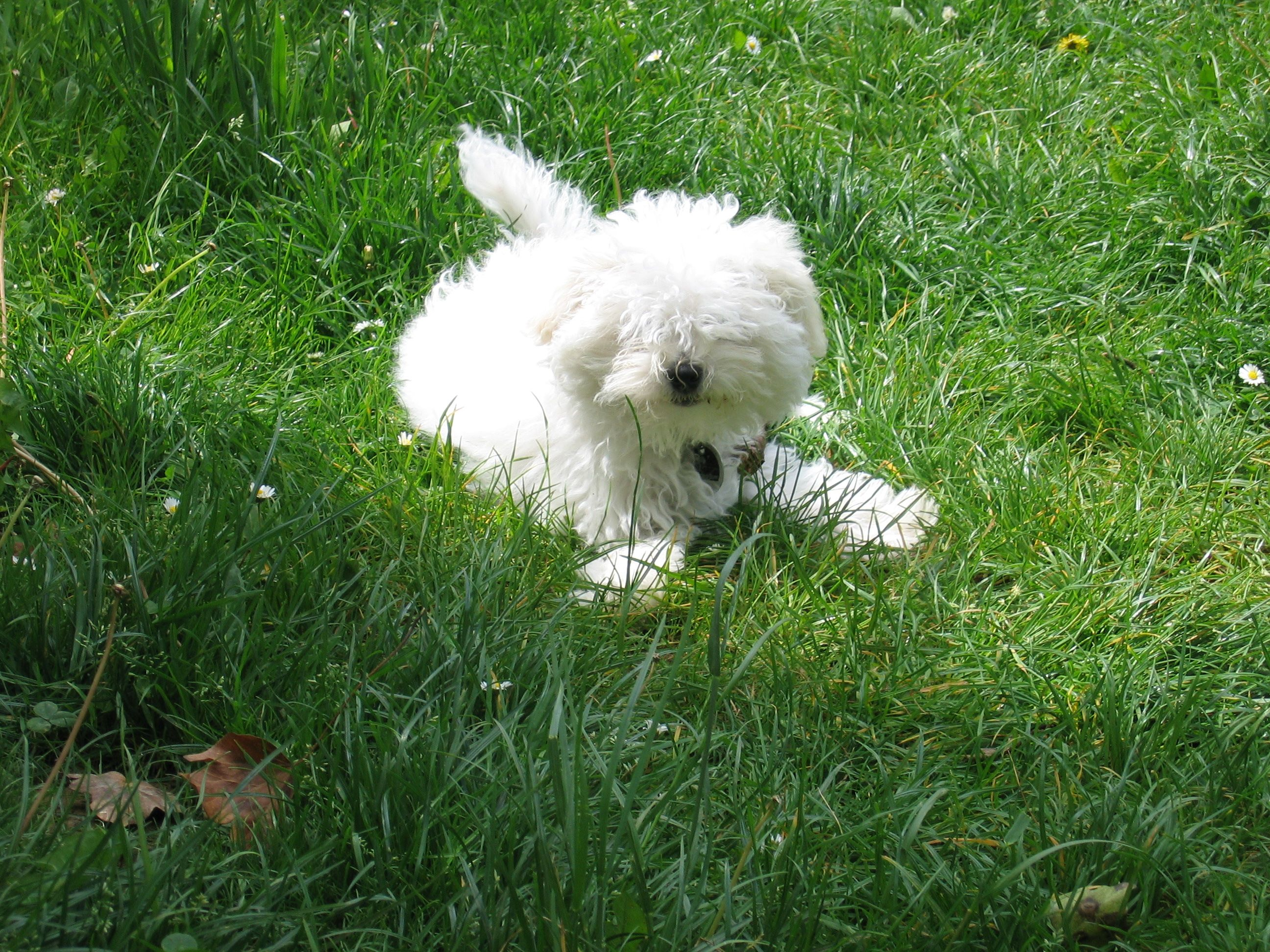
Cucciolo di sei mesi.
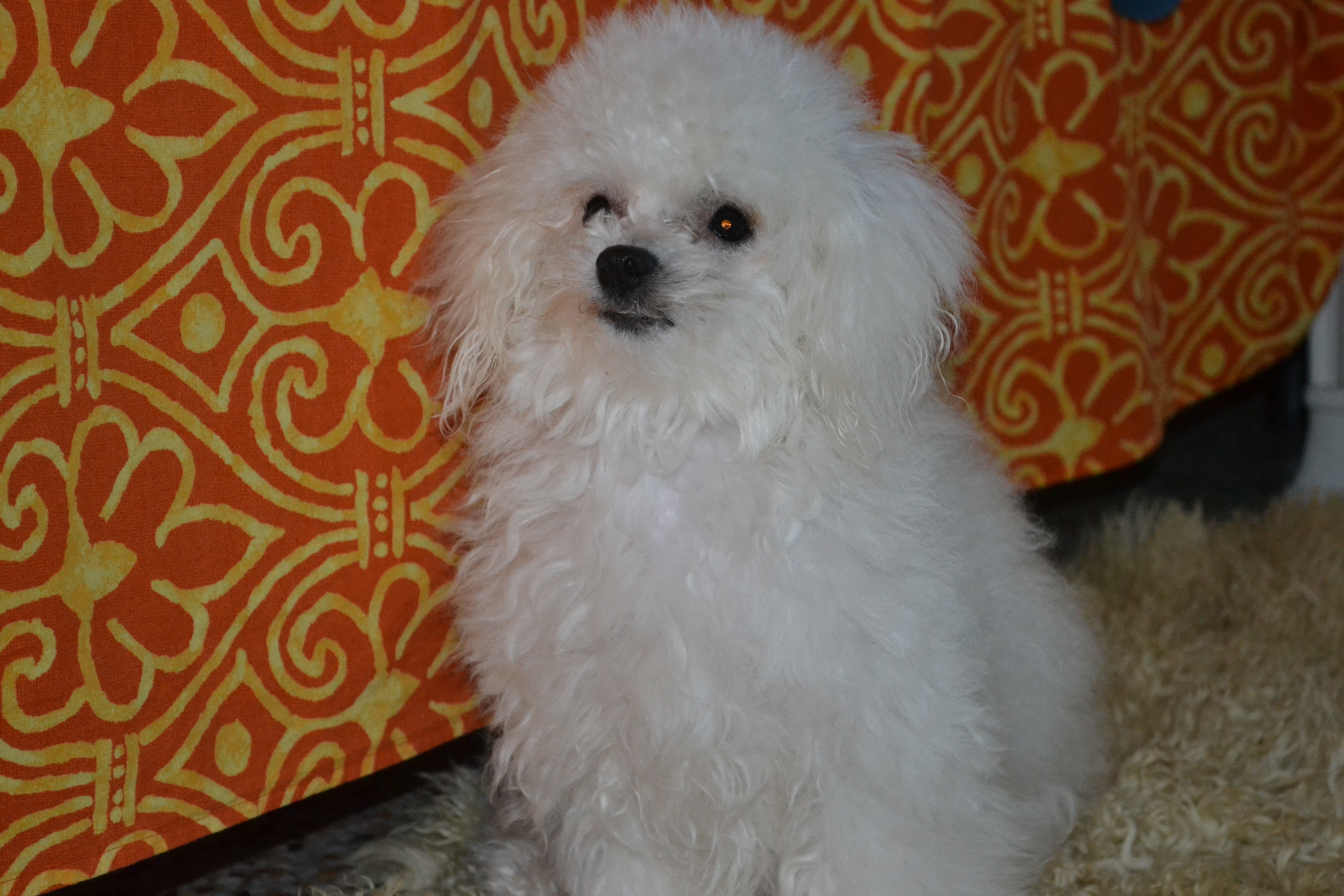
Cucciola di 7 mesi.
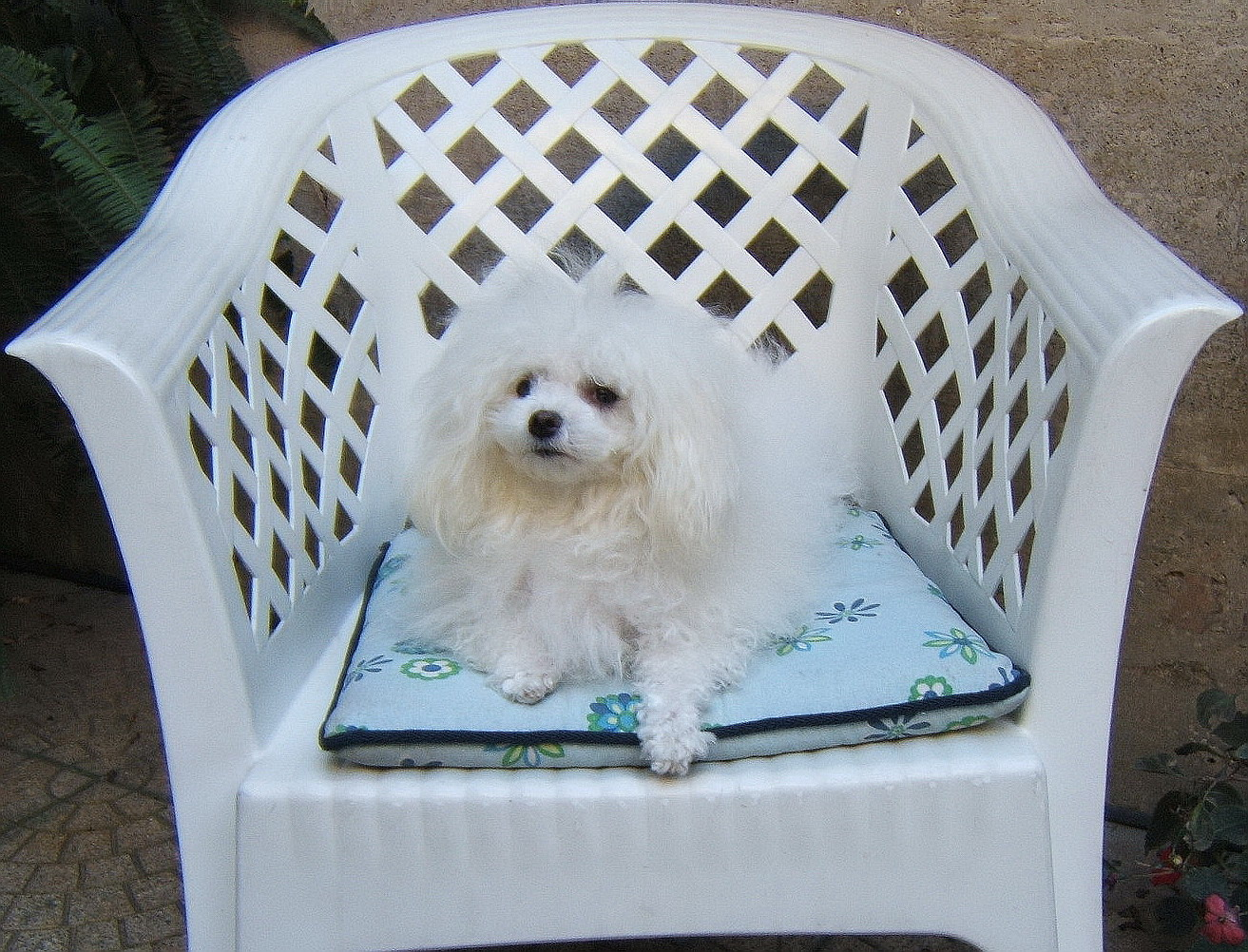
Esemplare femmina perfettamente aderente agli standard di 3 anni e 6 mesi.